# 文字体系別の言語の一覧

## アラビア文字
- アゼルバイジャン語（イランにて）
- バルーチー語
- ベルベル語
- フラニ語（時折）
- ハウサ語（時折）
- カヌリ語（時折）
- カシミール語（カシュミール語）
- クルド語（イランおよびイラクにて）
- マダガスカル語（マラガシ語、マラガシー語。19世紀まで）
- マレー語 (14世紀から現在。ただし、公的にはラテン文字表記が用いられる)
- オスマン語
- パンジャブ語（パキスタンにて）
- ペルシア語
- パシュトー語（パシュトゥー語、パシュト語）
- シンド語
- タウスグ語
- スワヒリ語（キスワヒリ語。時折）
- タジク語（中国新疆ウイグル自治区にて）
- ウルドゥー語
- ウイグル語

ロシアと中央アジアの多くの言語は近代になってラテン文字かキリル文字で書かれるようになった。

## アルメニア文字
- アルメニア語

## ブラーフミー系文字とその派生

### デーヴァナーガリー
- サンスクリット語
- ヒンディー語
- マラーティー語
- ネパール語
- コンカニ語（マラヤーラム文字やラテン文字も使用される）
- シンド語（アラビア文字が多く使われている）

### ベンガル文字とその派生
- アッサム語
- ベンガル語
- メイテイ語（メイテイ文字も使用される）

### バリ文字
- バリ語

### タガログ文字とその派生
- イロカノ語（現在はラテン文字）
- カパンパンガン語（現在はラテン文字）
- パンガシナン語（現在はラテン文字）
- タガログ語（現在はラテン文字）
- ビコル語（現在はラテン文字）
- ビサヤ語（ビサヤ文字。現在はラテン文字）

### ブヒッド文字
- ブヒッド語

### ビルマ文字とその派生
- ビルマ語
- モン語
- パーリ語
- シャン語
- ポー・カレン語（仏教ポー・カレン文字とキリスト教ポー・カレン文字の2種類）
- スゴー・カレン語

### グジャラーティー文字
- グジャラート語（グジャラーティー語）

### グルムキー文字
- パンジャブ語（インドにて）

### ハヌノオ文字
- ハヌノオ語

### ジャワ文字
- ジャワ語（現在はラテン文字）
- スンダ語（現在はラテン文字）

### カンナダ文字
- カンナダ語

### クメール文字
- クメール語

### ラーンナー文字
- 北タイ語
- クーン語

### ラーオ文字
- ラーオ語（ラオ語、ラオス語）

### レプチャ文字
- レプチャ語（ロン語）

### リンブ文字
- リンブ語

### ブギス文字（ロンタラ文字）
- ブギス語
- マカッサル語

### マラヤーラム文字
- マラヤーラム語

### オリヤー文字
- オリヤー語

### パスパ文字
- モンゴル語（現在は用いられていない）

### シンハラ文字
- シンハラ語

### タミル文字
- タミル語

### テルグ文字
- テルグ語

### タイ文字
- タイ語

### チベット文字
- チベット語
- ゾンカ語
- ラダック語

## カナダ先住民文字
- ブラックフット語（ブラックフィート語）（ラテン文字表記に移行）
- チペワイアン語 (デネ語) （ラテン文字表記に移行）
- クリー語
- キャリア語（英語版） (ダケル) （ラテン文字表記に移行）
- イヌクティトゥット語
- オジブウェー語（オジブワ語、チペア語）
- セカニ語（英語版）
- スレイビー語（ラテン文字表記に移行）
- ダネザ語（英語版）（ビーバー語、ツァッティーネ語）
- ドグリブ語（Tłı̨chǫ Yatıì）

## チェロキー文字
- チェロキー語

## コプト文字
- コプト語

## キリル文字
- ロマ語（セルビア・モンテネグロおよび旧ソ連にて）
- クルド語（旧ソ連にて）
- オセット語（18世紀から。現代のものは1938年から）
- タジク語
- ムスリム・タート語 、ユダヤ・タート語
- ルーマニア語（19世紀まで、および1940年から1989年までのモルドバにて。沿ドニエステルでは現在も使用。モルドバ語も参照）
- ラディーノ語 in occasional Bulgarian Sephardic publications.
- 古代教会スラヴ語
- ベラルーシ語
- ブルガリア語
- マケドニア語
- ロシア語
- ルシン語
- セルビア語（ラテン文字も使用）
  - モンテネグロ語
- ウクライナ語
- アバザ語
- アブハズ語
- アディゲ語
- アヴァル語
- チェチェン語（1938年から。1991年から2000年まではラテン文字でも表記)
- ダルギン語 (ダルグワ語)
- カバルド語
- ラク語
- レズギ語
- タバサラン語
- ドンガン語（東干語。1953年から）
- チュクチ語（1936年から）
- コリャーク語（1936年から）
- ブリヤート語
- カルムイク語
- モンゴル語（モンゴル国にて。モンゴル文字も使用。）
- エヴェンキ語（1936年から）
- ナナイ語
- ウデヘ語  (writing recently is not used)
- アルタイ語
- アゼルバイジャン語（アゼルバイジャンでは1939年から1991年まで。ダゲスタン共和国では現在も使用。）
- カラチャイ・バルカル語
- バシキール語
- チュヴァシ語
- クリミア・タタール語（1938年から1991年まで；2014年から再開）
- ガガウズ語（1957年から1990年代まで）
- カザフ語
- カラカルパク語（1940年代から1990年代まで；以降も非公式で利用）
- ハカス語
- クムク語
- キルギス語
- ノガイ語
- タタール語（1939年から；2000年からラテン文字でも表記)
- トルクメン語（1940年から1994年まで）
- トゥバ語
- ウズベク語（1941年から1998年まで；以降も非公式で利用）
- ヤクート語（サハ語）
- ネネツ語（1937年から）
- セリクプ語 (1950年代から)
- カレリア語（1940年から1991年まで）
- ハンティ語
- マンシ語 (1937年から)
- コミ語
  - コミ・ペルミャク語
- マリ語（19世紀から）
- エルジャ語（18世紀から）
- モクシャ語（18世紀から）
- サーミ語（1980年代からロシアにて）
  - キルディン・サーミ語
- ウドムルト語
- アレウト語（19世紀）
- シベリア・ユピック語

## エチオピア文字
（ゲエズ文字、アムハラ文字とも。）
- アムハラ語
- ゲエズ語（ゲーズ語）
- ティグリニャ語（ティグリニア語）
- オロモ語

## グルジア文字
- グルジア語
- スヴァン語
- ラズ語
- メグレル語
- アブハズ語（1937年から1954年までのみ）

## グラゴール文字
- 古代教会スラヴ語

## ゴート文字
- ゴート語（死語）

## ギリシア文字
- ギリシア語
- バクトリア語（死語）

## 漢字とその派生

### 漢字
- 中国語
  - 北方語
  - 呉語
  - 広東語
  - 閩語
    - 台湾語（注音符号や白話字を併用することもある）

  - 湘語
  - 客家語（中華民国（台湾）では注音符号を併用することもある）
  - 贛語
  - 晋語
  - 徽語
  - 広西平話
- 日本語 - 派生文字である仮名と併用
  - 琉球語（琉球方言） - 派生文字である仮名と併用。日本語とは別言語とみなす立場と一方言とみなす立場がある）
- 朝鮮語 - 大韓民国では看板や広告、学術的な文章や新聞などにハングルとともに使用することもある。北朝鮮では廃止[1]
- ミャオ語 - 廃止
- ベトナム語 - チュニョおよびチュノム。廃止

### 仮名 (文字)|仮名文字
- 日本語（漢字と併用）
- 琉球語（琉球方言）（漢字と併用）
- アイヌ語（カタカナを基に作られたアイヌ語仮名を使用。ラテン文字による表記も存在する）
- 台湾語（日本統治時代に台湾語の発音をカタカナを基に作られた台湾語仮名で付記することが試みられた）

### 注音符号
- 国語 (中国語)（現在の中華民国（台湾）における標準中国語）
- 台湾語
- 客家語

### 古壮字
- チワン語（現在はラテン文字表記に転換しているが、一部の地名の表記に古壮字が使われ続けている）

### 方塊プイ字
- プイ語（現在は使われていない）

### 方塊トン字
- トン語（現在は使われていない）

### 女書
- 中国語城関土話（ヤオ族の女性により用いられた文字。絶滅の危機に瀕している）

### 水字
- 水語（中国語版）（現在は使われていない）

### 方塊ペー字|方塊ペー字（僰文）
- ペー語（現在は使われていない）

### 女真文字
- 女真語（死語）

### 契丹文字
- 契丹語（死語）

### 西夏文字
- 西夏語（死語）

## ハングル
- 朝鮮語
- 済州語
- チアチア語

## ヘブライ文字
- アラム語 (and other writing systems)
- ヘブライ語
- ユダヤ・タート語
- ラディーノ語（ユダヤ・スペイン語）
- イディッシュ語（ユダヤ・ドイツ語）
- ユダヤ・アラム語（英語版）
  - デニ語（英語版）
  - ディダン語（英語版）
  - ノシャン語（英語版）
  - ハラウラ語（英語版）

## ラテン文字
- アフリカーンス語
- アルバニア語
- アストゥリアス語
- バスク語
- ベラルーシ語（白ロシア語。かつて"Łacinka"と呼ばれた。現在はキリル文字を使用）。
- ブルトン語（ブレトン語）
- カタルーニャ語（カタロニア語）
- セブアノ語
- コルシカ語
- クロアチア語
- チェコ語
- デンマーク語
- オランダ語
- 英語
- エスペラント
- エストニア語
- フェロー語
- フィンランド語（スオミ語）
- フランス語
- フリウリ語
- ガリシア語
- ガンダ語
- ドイツ語
- キクユ語
- ハンガリー語
- アイスランド語
- イド語
- インドネシア語
- ジャワ語 - 一部地域では"Hanacaraka"と呼ばれる表音文字を使う。
- コンゴ語 (Kikongo)
- ルワンダ語
- ルンディ語
- ラテン語
- ラトビア語
- リンガラ語
- リトアニア語
- ルクセンブルク語
- マオリ語
- マレー語
- モルドバ語（モルドバのルーマニア語）
- 北ンデベレ語
- 南ンデベレ語
- ノルウェー語
- オック語
- ポーランド語
- ポルトガル語
- ケチュア語
- ルーマニア語
- セルビア語（公式にはキリル文字を使用）
- ショナ語
- スロヴァキア語（スロバキア語）
- スロヴェニア語（スロベニア語）
- スペイン語
- スワヒリ語
- スウェーデン語
- タガログ語
- タタール語
- ツワナ語
- トルコ語（かつてアラビア文字を使用していた）
- トゥロヨ語（初め、シリア文字を使用していたが、新たにラテン文字を元とした文字を使用）。
- ベトナム語
- ヴォロ語
- ワロン語
- ウェールズ語
- コサ語（ホサ語）
- ヨルバ語
- ズールー語

## ンコ文字
- マンデ語

## オガム文字
- ピクト語（死語）

## ウイグル文字とその派生

### ウイグル文字
- 古代ウイグル語（廃止）

### モンゴル文字
- モンゴル語（中国、モンゴル国）
- カルムイク語（トド文字）
- ブリヤート語（ヴァギンターラー文字。廃止）

### 満州文字
- 満州語
- シベ語（シベ文字）

## ムンダ諸語の文字

### ソラング・ソンペング文字
- ソーラー語

### オル・チキ文字
- サンタル語（サンターリー語）

### ワラング・クシティ文字
- ホー語

## ナシ文字
- ナシ語

## パハウ・フモン文字[2]
- ミャオ語

## ルーン文字
- ノルド祖語
- 古ノルド語（ラテン文字も使用）
- 古デンマーク語（ラテン文字も使用）
- 古英語（ラテン文字も使用）
- 古フリジア語（ラテン文字も使用）

## ロヴァーシュ文字
- ハンガリー語（現在はラテン文字を使用）

## シリア文字
- アラビア語（ガルシュニ（英語版）を参照）
- アッシリア現代アラム語
- ボータン現代アラム語（英語版）
- カルデア現代アラム語
- ヘルテヴィン語（英語版）
- コイ・サンジャク・スラト語（英語版）（コイジンジャク・シリア語）
- セナヤ語（英語版）
- シリア語
- トゥロヨ語（また新たにラテン文字を元とした文字を使用）

## ターナ文字
- ディベヒ語

## ティフナグ文字
- ベルベル語（モロッコ）
- トゥアレグ語

## 彝文字
- 彝語